# Émile Naoumoff
Émile Naoumoff, né le 20 février 1962 à Sofia (Bulgarie), est un pianiste et compositeur français.

## Biographie
Né à Sofia dans une famille de musiciens, Émile Naoumoff apprend très jeune le piano. Sa grand-mère était professeur de solfège et son père jouait plusieurs instruments (hautbois, violon, accordéon). Le jeune Émile apprend aussi l'orgue auprès d'André Marchal ainsi que l'accompagnement vocal, l'écriture, et effectue ses études générales au Cours Hattemer. C'est dès l'âge de cinq ans qu'il prend ses premières leçons de piano en Bulgarie avec Liliana Panaiotova. À huit ans, il est auditionné à Paris par Nadia Boulanger. Il deviendra son dernier élève, de 1970 à son décès en 1979.  
Il a treize ans lorsqu'il entre au Conservatoire national supérieur de musique et de danse de Paris en 1975 ; il y suit les cours de piano de Lélia Gousseau. Il étudie la musique de chambre avec Geneviève Joy-Dutilleux, prend des cours de déchiffrage auprès de Jacqueline Robin et d'analyse auprès de Françoise Gervais. Il fait son 3e cycle de piano auprès de Pierre Sancan.
En 1978, il obtient ses premiers prix à l'unanimité avec les félicitations du jury. Il suit également les cours de Pierre Dervaux à l’École normale de musique de Paris. Il obtient également plusieurs prix, dont la médaille de la Ville de Paris et le prix de composition de l'Académie des beaux-arts.
Adolescent, il joue à la Philharmonie de Berlin, plus tard il est invité au Musikverein de Vienne, au Concertgebouw d'Amsterdam, au théâtre des Champs Élysées et dans toute l'Europe.
Parmi ses concerts marquants : en 1984, le remplacement au pied levé de B. Gelber dans le Concerto de Tchaikovsky à Monte Carlo, le Concerto de Grieg, télévisé en direct en 1989, au Hollywood Bowl de Los Angeles, ainsi que la création, en 1994, à l'invitation de M. Rostropovitch, au Kennedy Center à Washington, dans sa propre version Concertante des « Tableaux » de Moussorgsky, salué par la presse.
Il a enregistré pour Emi, Sony, Phillips, Naxos, Wergo, Orfeo, Forlane, Gega, Balkanton et notamment Mozart, salué par la presse Américaine, du Stravinsky pour sa propre transcription de « l'Oiseau de Feu », des reconstitutions d'œuvres originelles de G. Gould, de L. Boulanger, mais aussi l'intégrale du « Clavier Bien Tempéré » de Bach, des sonates de Beethoven, de Schubert, la musique française dont Poulenc, Debussy, Françaix, ainsi que ses propres compositions.
Depuis de longues années, il poursuit une carrière internationale, donnant régulièrement des récitals dans le monde entier et participant à de très nombreux festivals. Ses œuvres sont éditées par Schott (Mayence). Par ailleurs, il a dirigé une collection d'éditions critiques chez Van de Velde (Paris). Après la mort de Nadia Boulanger, il a été appelé à donner des cours au Conservatoire Américain dans le Château de Fontainebleau, puis il donne des masterclass en Espagne, au Luxembourg, au Japon et aux États-Unis. Il a été membre du jury du Concours International de Piano de Santander Paloma O’Shea en 1995. Il est également enseignant, ancien professeur au conservatoire de Paris ; il est aujourd'hui professeur titulaire à l'Université d'Indiana à Bloomington, où il vit actuellement. Naoumoff se définit lui-même volontiers comme un « archéologue du piano », aimant découvrir des compositeurs oubliés, comme Gabriel Dupont, dont il a enregistré toute l'œuvre de piano. Il a aussi une prédilection pour la musique de Gabriel Fauré, qu'il a enregistrée.

## Discographie
- 1993 : In memoriam Lili Boulanger pour basson et piano de lui-même avec Catherine Marchese, basson (Naxos)
- 2001 : Tableaux d’une exposition de Moussorgsky et Méditation de lui-même avec l’Orchestre symphonique de Berlin, sous la direction d'Igor Blaschkow (WERGO (ALCRA))
- Transcription pour piano du Requiem de Gabriel Fauré (SONY)
- Intégrale des Sonates pour clavier de Johann Christian Bach
- Intégrale pour piano de Gabriel Dupont
- Intégrale des Sonates de Francis Poulenc
- 2004 : enregistrement public de l’intégrale des sonates pour violoncelle et piano de Ludwig van Beethoven avec Dominique de Williencourt au théâtre des Champs-Élysées en 1996
- 2006 - 2007 : intégrale des nocturnes de Gabriel Fauré (Ed. Saphir production)